# Jules Mazellier

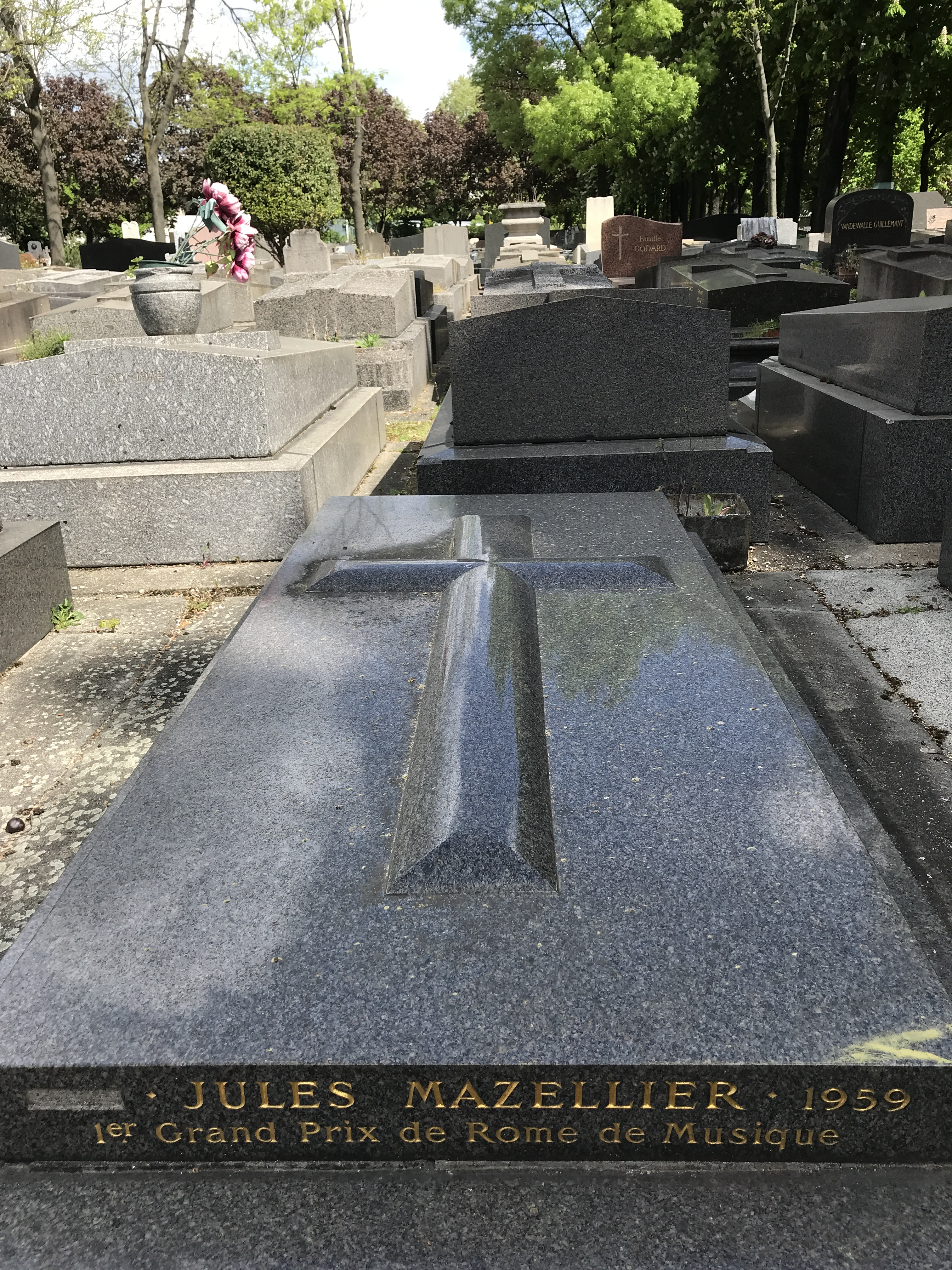
Sépulture de Jules Mazellier au cimetière des Batignolles (div. 27) à Paris XVII

Jules Marius Mazellier né à Toulouse le 6 avril 1879 et mort à Paris le 6 février 1959 est un compositeur français.

## Biographie
Jules Mazellier a étudié au Conservatoire de Paris. En 1909, il a remporté le prix de Rome pour son œuvre La Roussalka,. Il a composé de la musique de chambre, des pièces pour piano, des mélodies et divers opéras.

## Compositions

### Opéras
- La Roussalka, Légende russe en 1 acte (1909), livret d'Eugène Adénis et Fernand Beissier.
- Graziella, Poème romantique en 4 actes, 5 tableaux (1910–1912), livret d'Henri Caïn et Raoul Gastambide, première le 6 mars 1913 à Rouen.
- La villa Médicis, Comédie lyrique en 3 actes (1923), livret du compositeur.
- Les Matines d'Amour, Fabliau-miracle en trois images (1927); livret de Raoul Gastambide, première le 16 décembre 1927 au théâtre national de L'Opéra.

### Œuvres pour orchestre
- Contemplation, Rêverie (1908).
- Circenses, Poème symphonique (1911).
- Impressions d'été, Suite (1911).

### Œuvres concertantes
- Scherzo, choral et variations sur un thème unique, pour piano et orchestre.

### Musique de chambre
- Divertissement Pastoral pour flûte et piano (1931).
- Prélude et Danse pour basson et piano (1931).
- Poème Romantique pour violon et piano (ou orchestre) (1933).
- Rhapsodie Montagnarde pour cor et piano (1933).
- Nocturne et Rondeau pour alto et piano (1934).
- Fantaisie-Ballet pour clarinette et piano (1936).
- Ballade pour violon et piano.
- Berceuse pour violon et piano.
- Chanson pour violoncelle et piano.
- Contemplation pour violon et piano.
- Fileuse pour violoncelle et piano.
- Légende dramatique pour trompette et piano.
- 2 Pièces brèves pour flûte et piano.
- 5 Pièces brèves pour violoncelle et piano.
- Quatuor à cordes "La Mort et la Vie", en sol majeur.

### Œuvres pour piano
- Bercelonette (1946).
- Complainte pour Noël, Variations pastorales (1946).
- Nocturne (1946).

### Œuvres vocales
- Le Livre Chantant, 10 Mélodies pour voix et orchestre.
- Prière de Saint-François d'Assise pour voix, violon, violoncelle et orgue.

### Publications
- 500 Dictées musicales à une, deux, trois et quatre voix en quatre volumes.